# Wasilij Safonow
Wasilij Iljicz Safonow (ros. Васи́лий Ильи́ч Сафо́нов; ur. 25 stycznia?/6 lutego 1852 w obwodzie tereckim na Kaukazie, zm. 27 lutego 1918 w Kisłowodzku) – rosyjski pianista, dyrygent i pedagog.

## Życiorys
Syn kozackiego generała, urodzony w kozackiej stanicy koło Iciurska w obwodzie tereckim na Kaukazie; w 1862 wraz z rodziną przeniósł się do Petersburga. Pobierał prywatne lekcje gry fortepianowej u Alexandra Villoinga i Teodora Leszetyckiego. W latach 1878–1880 studiował w Konserwatorium Petersburskim w klasie fortepianu Louisa Brassina oraz teorię muzyki u Nikołaja Zaremby.
Po ukończeniu studiów pozostał na tej uczelni, by w latach 1880–1885 prowadzić tam klasę fortepianu. Następnie, z rekomendacji Piotra Czajkowskiego, był w latach 1885–1905 profesorem fortepianu i kameralistyki w Konserwatorium Moskiewskim, a od 1889 również jego dyrektorem, zastępując na tym stanowisku Siergieja Taniejewa. Wśród jego uczniów byli m.in. Josef Lhévinne, Nikołaj Medtner, Leonid Nikołajew i Aleksandr Skriabin.
Opublikował pracę teoretyczną na temat techniki pianistycznej Nowaja formuła (Moskwa, 1916), przetłumaczoną na język angielski i wydaną pod tytułem A New Formula for the Piano Teacher and Piano Student (Londyn, 1916).
Odznaczony Orderem Świętego Stanisława I klasy i Orderem Świętego Włodzimierza III klasy.

### Działalność artystyczna
Równolegle do działalności pedagogicznej intensywnie rozwijał swoją karierę pianistyczną, występując w Rosji, Austrii i Niemczech jako solista i kameralista, m.in. z wiolonczelistami Karłem Dawydowem (do 1890) i Aleksandrem Wierzbiłłowiczem oraz skrzypkiem Leopoldem Auerem. 
Największy rozgłos zawdzięczał sukcesom dyrygenckim. Mimo że był w tym zakresie autodydaktą, uznawano go za największy rosyjski talent dyrygencki po Antonie Rubinsteinie. W latach 1889–1905 i ponownie w latach 1909–1911 był głównym dyrygentem moskiewskiego oddziału Rosyjskiego Towarzystwa Muzycznego; zorganizował także kilka sezonów popularnych koncertów w Moskwie. W 1904 występował w Nowym Jorku jako dyrygent gościnny Philharmonic Society Orchestra. W latach 1906–1909 działał tam jako dyrygent National Consevatory of Music of America i dyrektor muzyczny Filharmonii Nowojorskiej. W 1906 poprowadził szereg koncertów z London Symphony Orchestra, a w 1909 wystąpił z nią na festiwalu w Newcastle. 
Po powrocie do Rosji w 1909 wznowił działalność dyrygencką i pianistyczną. W 1911 i 1914 występował w Filharmonii Narodowej w Warszawie dyrygując wykonaniem utworów Beethovena, Schumanna, Wagnera, Rimskiego-Korsakowa i Czajkowskiego.
Repertuar jego koncertów obejmował także współczesnych mu kompozytorów rosyjskich, jak Czajkowski, Głazunow, Rachmaninow i Skriabin; często prowadził pierwsze zagraniczne wykonania utworów tych kompozytorów. Propagował zwłaszcza twórczość swojego ucznia – Aleksandra Skriabina, dając w Odessie prawykonanie jego Koncertu fortepianowego (1897), pierwsze wykonanie moskiewskie Rêverie (1897) oraz I i II Symfonii (1902, 1903), a także organizował i prowadził koncert kompozytorski Skriabina w Moskwie (1902) oraz wykonania jego dzieł za granicą, m.in. w Nowym Jorku w 1906.